# 訓導
訓導（くんどう）とは、第二次世界大戦前の日本の教育制度（旧制）における尋常小学校などの正規教員の職階の1つのことである。

## 概要

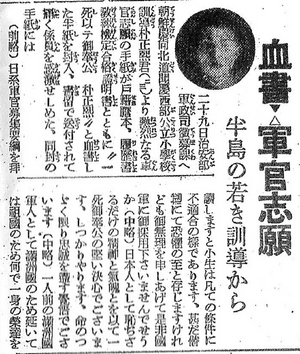
戦前の訓導表記の例

訓導は、現行の教育法令でいう教諭と同等の職にあたる。その上席には主事という役職があった。訓導になるには、師範学校やその上級学校である高等師範学校を卒業するなどして、教員免許令などに基づく教員免許状を有していることが要件であった。なお、訓導以外にも准訓導という職や、現行の教育法令でいう講師より下位の代用教員という職もあり、代用教員には、師範学校の卒業や教員免許状の所持をしていなくても就くことができた。
訓導という語は、特に第二次世界大戦前に関する教育史の記述中に頻繁に登場し、「成城小学校を創設の時に、沢柳政太郎は広島高等師範学校から、長田新の推挙により、小原国芳を訓導として招き」というような表現が見られる。教頭や教務主任などのように思われることもあるが、教員の1人という意味である。